# Cobi Jones
Cobi N’Gai Jones (* 16. Juni 1970 in Detroit) ist ein ehemaliger US-amerikanischer Fußballspieler.
Aktuell ist er als Kommentator für die Spiele der LA Galaxy für das Time Warner Cable SportsNet tätig. Er ist somit auf den Sendern Fox Sports, BeIN Sports und Pac-12 Network zu sehen.

## Karriere

### Spieler
Jones begann seine Karriere im Team der University of California, Los Angeles. Im Oktober und November 1992 trainierte er probeweise beim 1. FC Köln, erhielt dort aber keinen Vertrag. 1994 unterschrieb er einen Einjahresvertrag bei Coventry City in der englischen Premier League, und debütierte dort am 16. September im Spiel gegen Leeds United. In diesem Spiel bereitete er ein Tor vor und erhielt einen Elfmeter zugesprochen, wodurch Coventry das Spiel mit 2:1 gewann. Sein erstes Tor als Profi schoss Cobi Jones im November 1994 gegen Norwich. In dem einen Jahr schaffte er es immerhin in 28 Spielen 9 Tore in England zu schießen. 
1995 wechselte Jones zu Vasco da Gama in die erste brasilianische Liga, kehrte aber nach einem halben Jahr in die USA zurück, wo gerade die Major League Soccer gegründet wurde. Er unterschrieb einen Vertrag mit der LA Galaxy, wo er bis zu seinem Karriereende 2007 spielte.

### Trainer
Am 9. November 2007 wurde er Assistenztrainer bei der LA Galaxy unter Ruud Gullit. Als dieser am 11. August 2008 gehen musste, übernahm Jones als Interimstrainer die Leitung der Mannschaft. Am 18. August nahm er seinen Platz als Co-Trainer, neben dem neuen Cheftrainer Bruce Arena, wieder ein.
Im Januar 2011 verließ er Galaxy und wurde associate director of soccer bei den New York Cosmos. Dort blieb er eine Saison.

## Erfolge
Der Mittelfeldspieler ist mit 164 Einsätzen Rekordnationalspieler der USA. Mit den USA nahm er an drei Weltmeisterschaften teil: 1994 in den USA, 1998 in Frankreich und 2002 in Japan und Südkorea, sowie an den Olympischen Spielen 1992.
Ebenfalls hat er die meisten Einsätze für die LA Galaxy zu verzeichnen: Er bestritt von 1996 bis 2007 305 Spiele für den Verein. Cobi Jones war der letzte Spieler in der Major League Soccer, der seit der Gründung der Liga 1996 ununterbrochen beim selben Verein aktiv war.
1996 und 2002 wurde er mit der LA Galaxy Meister der Major League Soccer.

## Privates
- Am 12. September 2009 heiratete er seine langjährige Freundin Kim Reese. Das Paar vermählte sich im Park Hyatt Resort Aviara in Carlsbad, Kalifornien.
- Am 11. März 2011 wurde Jones in die National Soccer Hall of Fame aufgenommen.